# Kabupaten de Klaten
Pour l’article homonyme, voir Klaten.
Le kabupaten de Klaten, en indonésien Kabupaten Klaten, est un kabupaten d'Indonésie situé dans la province de Java central.

## Géographie
Le kabupaten est bordé :
- Au  nord, par celui de Boyolali,
- À l'est, par celui de Sukoharjo et
- Au sud et à l'ouest, par le territoire spécial de Yogyakarta.

## Histoire

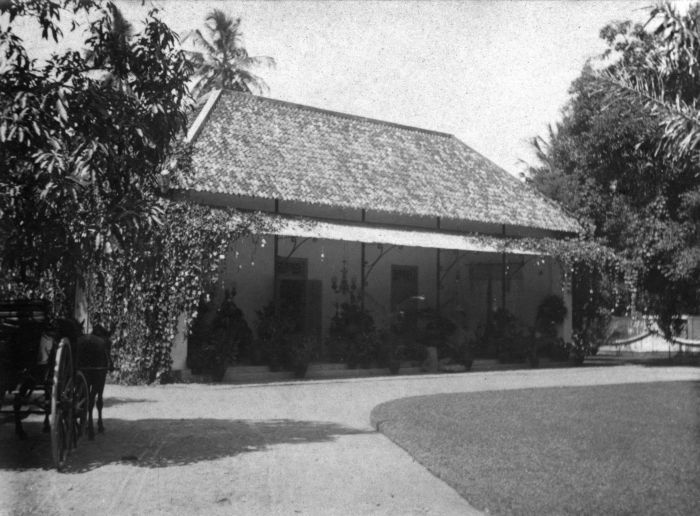
Maison de Hollandais à Klaten en 1904.
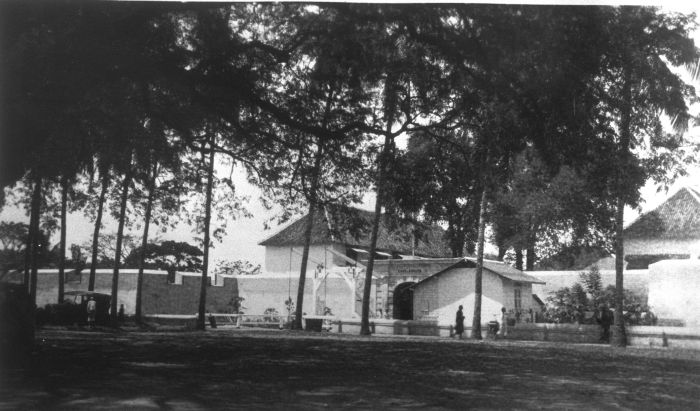
Le fort Engelenburg à Klaten en 1929.
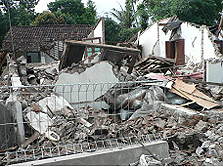
Maisons de Klaten détruites par le séisme de mai 2006 à Java.

## Économie et transport

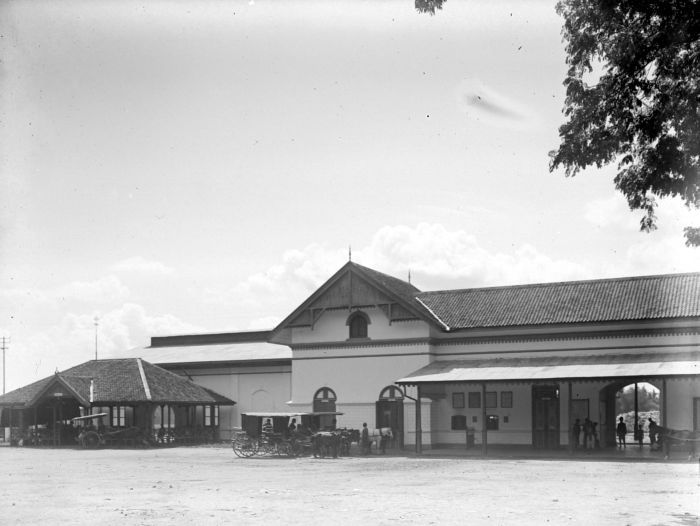
La gare de Klaten (1903-1910)

Klaten est située sur la route et la voie ferrée qui relient Surakarta à Yogyakarta.

## Tourisme et archéologie

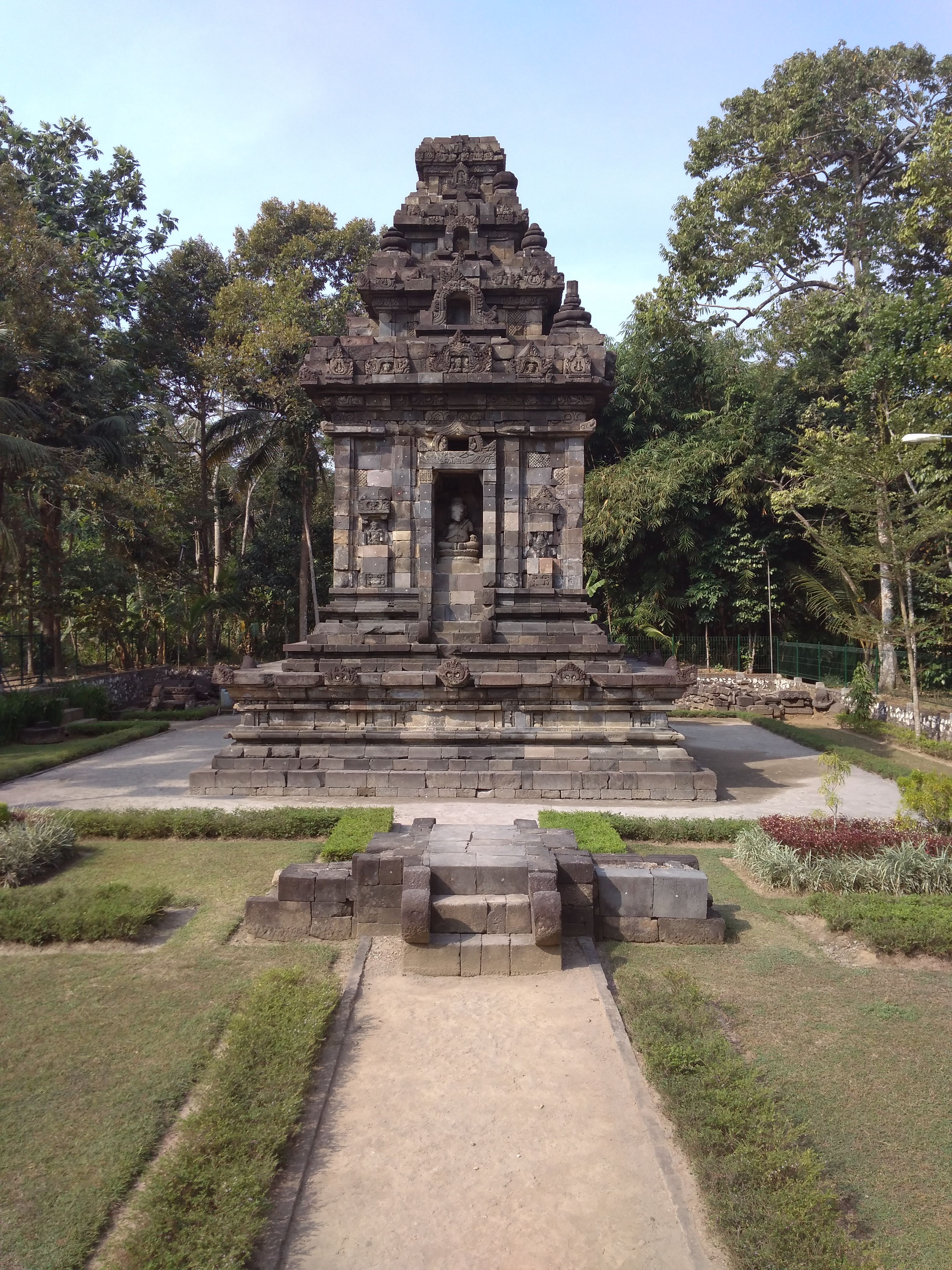
Le Candi Merak

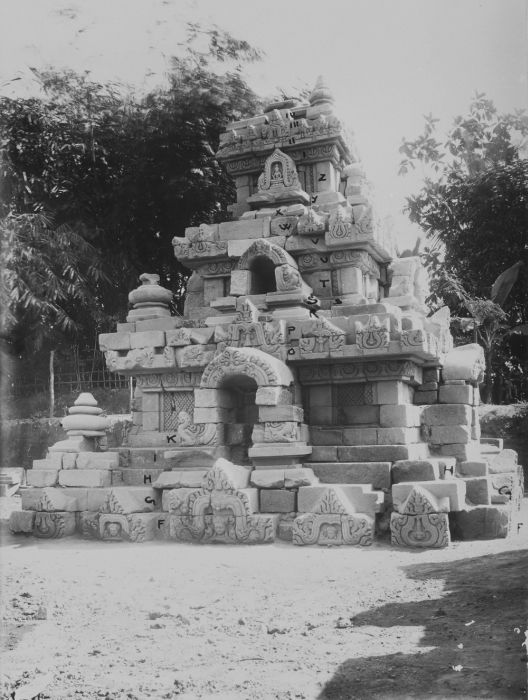
Le temple de Karangnongko.

C'est dans le kabupaten de Klaten que se trouvent :
- le temple de Prambanan ;
- celui de Candi Sewu;
- celui de Candi Merak.

On trouve également un temple plus petit à Karangnongko.